# Arbetarekommun
En arbetarekommun är detsamma som en lokalorganisation inom Sveriges socialdemokratiska arbetareparti (SAP, Socialdemokraterna) och historiskt även inom exempelvis Vänsterpartiet och Socialistiska partiet. Den tar hand om partiets intressen inom organisationsområdet, bland annat vid valrörelser. Både enskilda personer och hela föreningar, som fackföreningar eller politiska föreningar, till exempel stadsdelsföreningar, kan ansluta sig till en arbetarekommun.
Ursprungligen avsågs med arbetarkommun en kommun som var skild från en borgerlig kommun, det vill säga sådana administrativa funktioner som städernas magistrater. Man förväntade sig att arbetarkommunen skulle ersätta de borgerliga kommunerna, ungefär som i ett arbetarråd.

## Socialdemokraterna
Inom socialdemokraterna utgörs vanligtvis arbetarekommunen av representanter från socialdemokraternas geografiska grundorganisationer (s-föreningar), lokala broderskapsgrupper, s-kvinnornas lokala kvinnoklubbar, s-studenters lokala klubb och SSU:s lokala föreningar. Fram till år 1987 förekom även kollektivanslutning av fackliga organisationer.

### Socialdemokratiska arbetarekommuner i urval
- Enköpings arbetarekommun
- Göteborgs arbetarekommun
- Stockholms arbetarekommun